# Loh (Vanuatu)
Loh è un'isola dell'Oceano Pacifico, nello Stato di Vanuatu. Fa parte delle Isole Torres nella provincia di Torba. Si trova tra Linua e Toga. I principali villaggi sull'isola sono Lungharegi (considerato il centro amministrativo delle Isole Torres) e Vipaka. 
L'isola ricoperta da una folta vegetazione misura 6 km di lunghezza e 2 km di larghezza. Si estende per 14 km² e presenta un'altezza massima di 155 metri. Sull'isola sono presenti solo due mammiferi nativi conosciuti. Si tratta di due specie di pipistrelli: Pteropus tonganus e Hipposideros cervinus.